# Camden (Maine)
Camden – miasto w Stanach Zjednoczonych, w stanie Maine, w hrabstwie Knox.